# پل‌وادیا
پل‌وادیا (به لاتین: Pelwadiya) یک منطقهٔ مسکونی در سری‌لانکا است که در ناحیه راتناپورا واقع شده‌است. پل‌وادیا ۱۳۰ متر بالاتر از سطح دریا واقع شده‌است.